# میخائیل ورنر
میخائیل ورنر (انگلیسی: Mikhail Verner; (۱۸۸۱–۱۹۴۱) کارگردان فیلم، و نقاش اهل امپراتوری روسیه بود.